# Dalsper
Dalsper ist ein Ortsteil der Stadt Elsfleth im niedersächsischen Landkreis Wesermarsch. 

## Geographie
Die Bauerschaft von Moorriem liegt südwestlich der Kernstadt Elsfleth an der Landesstraße L 864 zwischen Eckfleth im Norden und Butteldorf im Süden. Östlich des Ortes verläuft die B 212 und fließt die Hunte. Westlich des Ortes erstrecken sich die Naturschutzgebiete Rockenmoor/Fuchsberg (155 ha) und Barkenkuhlen im Ipweger Moor (53,5 ha) und südwestlich das 120 ha große Naturschutzgebiet Gellener Torfmöörte.

## Baudenkmale

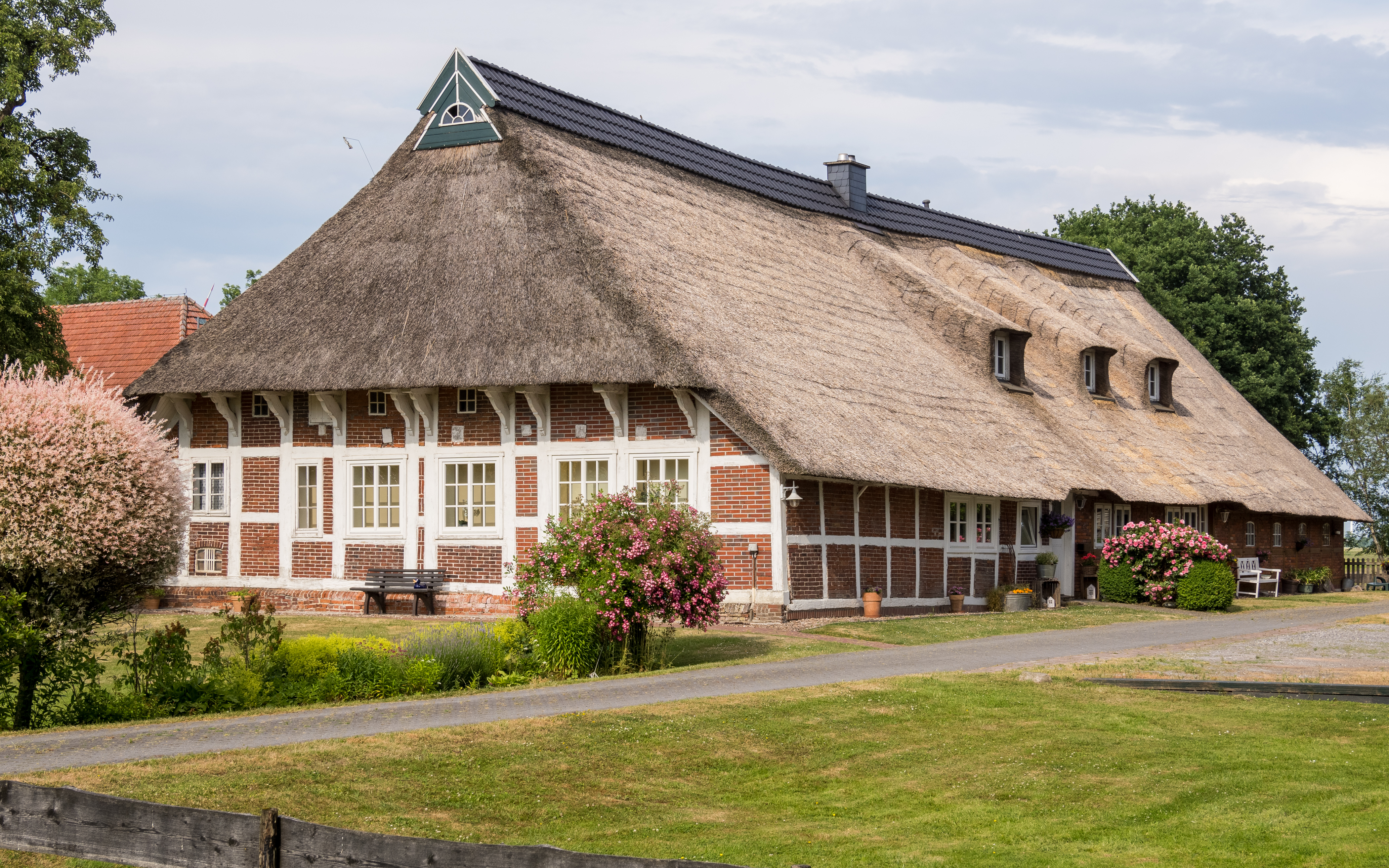
Hofanlage Dalsper 16

In der Liste der Baudenkmale in Dalsper sind 26 Baudenkmale aufgeführt, u. a.
- Höfe Dalsper Nr. 4 von um 1800, Nr. 6 von um 1900, Nr. 8 vom 18./19. Jahrhundert, Nr. 10 von 1834 und Nr. 16 vom 18. Jahrhundert
- Hofanlage Dalsper 26 vom 18. und 19. Jh. und Hofanlage Dalsper Hellmer 1 vom 19. Jahrhundert
- Hofanlage Dalsper 51 vom 18. bis 20. Jahrhundert mit repräsentativen Wohnhaus vom Bautyp Oldenburger Hundehütte

## Söhne und Töchter des Ortes
- Hermann Gerhard Cordes (1825–1901), Büchsenmacher